# Kobalt-60

Gama spektrum kobaltu-60

Kobalt-60 (60Co) je radioizotop kobaltu s poločasem přeměny 5,2713 roků.
60Co se vyrábí uměle v jaderných reaktorech. Výroba spočívá v neutronové aktivaci 59Co, jediného přírodního izotopu kobaltu.
Měřitelná množství tohoto izotopu se také vytvářejí jako vedlejší produkty běžného provozu jaderných elektráren a lze je detekovat při nehodách. Jeho tvorba je způsobována několikanásobnou neutronovou aktivací izotopů železa v ocelovém obalu reaktoru přes 59Co; nejjednodušší z těchto reakcí je aktivace 58Fe. 60Co se přeměňuje beta minus přeměnou na nikl-60 (60Ni). Aktivovaný nikl vyzáří dva gama fotony o energiích 1,17 a 1,33 MeV, celková rovnice tedy vypadá takto:
59Co + n → 60Co → 60Ni + e− + elektronové antineutrino + γ

## Aktivita
Měrná aktivita 60Co činí 44 TBq/g. Konstanta absorbované dávky má hodnotu 0,35 mSv/(GBq h) 1 metr od zdroje. Ekvivalentní dávka závisí na vzdálenosti od zdroje a jeho aktivitě; například 60Co o aktivitě 2,8 GBq, tedy 60 μg čistého 60Co, vytváří ve vzdálenosti 1 m příkon efektivní dávky 1 mSv/h. Pozření 60Co omezuje vzdálenost na několik milimetrů a stejné dávky je dosaženo v několika sekundách.
Testovací zdroje, používané například při školních experimentech, mívají aktivity pod 100 kBq. Zařízení pro nedestruktivní zkoumání materiálu mají obvykle zdroje o aktivitě 1 TBq nebo vyšší.
Vysoké energie záření γ jsou způsobeny velkým rozdílem hmotnosti 60Ni a 60Co, přibližně 03003 u. Jejich hodnoty jsou kolem 20 W/g, tedy přibližně 30krát vyšší než u 238Pu.

## Přeměna

Schéma rozpadu ^{60}Co a ^{60m}Co

Na obrázku výše je znázorněno zjednodušené schéma rozpadu 60Co a 60mCo a jejich β-přeměny. Pravděpodobnost přeměny β na produkt o energii 2,1 MeV je 0,002 2 %, maximální energie přeměny činí 665,26 keV. Přechody energií mezi třemi úrovněmi vytvářejí paprsky gama o šesti různých frekvencích; na obrázku jsou vyznačeny dva nejvýznamnější. Energie vnitřních konverzí jsou mnohem nižší než zobrazené hladiny.
60mCo je jaderným izomerem 60Co, s poločasem 10,467 minut, přeměňující se na 60Co s vyzářením gama fotonů o energii 58,6 keV, nebo (s pravděpodobností 0,22 %) β-přeměnou na 60Ni.

## Použití
60Co je zdrojem vysokoenergetických paprsků gama, který má oproti jiným zdrojům o podobné intenzitě poměrně dlouhý poločas přeměny, 5,27 let. Částice β z tohoto nuklidu mají nízkou energii a lze je snadno odstínit, ovšem gama fotony mají energie kolem 1,3 MeV a jsou vysoce pronikavé. Vlastnosti kobaltu, jako jsou odolnost vůči oxidaci a nízká rozpustnost, jsou výhodami oproti jiným zdrojům, například cesiu-137.
Hlavními způsoby využití 60Co jsou:
- Značkovač pro kobalt při chemických reakcích
- Sterilizace lékařských nástrojů[8]
- Zdroj záření v radioterapii[9] (kobaltová terapie)
- Zdroj záření v průmyslové radiografii[9]
- Zdroj záření k měření tloušťky[9]
- Zdroj záření při sterilizaci škodlivého hmyzu[10]
- Zdroj záření při ozařování potravin a krve[8]

Tento izotop byl navržen jako složka kobaltových bomb, které mohou kontaminovat rozsáhlá území 60Co a učinit je tak neobyvatelnými. Jeden z návrhů spočíval v odražeči neutronů tvořeném stabilním izotopem 59Co. Po výbuchu měly přebytečné neutrony z jaderného štěpení tento izotop přeměnit na 60Co. Nejsou známé žádné případy výraznějšího zájmu o takovéto zbraně.

## Výroba
60Co se nevyskytuje v přírodě a je tak třeba jej vyrábět uměle, což se provádí ostřelováním 59Co tepelnými neutrony; jejich zdrojem může být kalifornium-252, kdy jako moderátor neutronů v jaderném reaktoru slouží voda.
59Co + n → 60Co

## Bezpečnost
Po vstupu do organismu se část 60Co vyloučí ve stolici a zbytek je přijímán orgány, především játry, ledvinami a kostmi, kde delší vystavení tomuto izotopu může způsobit vznik nádorů. Absorbovaný kobalt se postupem času vylučuje v moči.

### Kontaminace oceli
Kobalt je obsažen v některých ocelích. Nekontrolované ukládání 60Co ve šrotu způsobilo přítomnost radioaktivity v několika železných výrobcích.
Kolem roku 1983 bylo na Taiwanu dokončeno 1700 bytů, ve kterých byla přítomna ocel kontaminovaná kobaltem-60. Během následujících 9–20 let tyto budovy obývalo kolem 10 000 lidé; ti obdrželi dávku ionizujícího záření kolem 0,4 Sv, úmrtnost na rakovinu u nich ovšem byla nižší než je průměr v populaci Taiwanu.

### Nehody spojené slékařskými zdroji záření
Při incidentu v Samut Prakan byl v roce 2000 zdroj ionizujícího záření obsahující 60Co, používaný v radioterapii, uložen na nezabezpečeném místě v Bangkoku a poté prodán sběračům šrotu. Aniž by si uvědomil nebezpečí, tak jeden ze zaměstnanců skládky odstranil stínění a odhalil zdroj, který poté zůstal několik dnů nechráněný. Deset lidí, mezi nimi sběrači odpadu a zaměstnanci skládky, bylo vystaveno vysokým dávkám radioaktivity a projevila se u nich nemoc z ozáření; v důsledku toho zemřeli tři zaměstnanci, kteří obdrželi dávku odhadovanou na více než 6 Gy. Zdroj byl následně bezpečně zlikvidován.
V roce 2013 byl nákladní vůz přepravující zdroj záření obsahující 111 TBq 60Co z nemocnice v Tijuaně do úložiště radioaktivního odpadu odcizen na čerpací stanici nedaleko Ciudad de México. Vůz byl brzy nalezen, zloději ovšem odstranili stínění zdroje, který zanechali na blízkém poli.
Přestože první zprávy tvrdily, že jsou zloději „pravděpodobně vyřízení“, tak u nich byla nemoc z ozáření dostatečně mírná, aby mohli být brzy předáni policii, přičemž není známo, že by některý zemřel v důsledku incidentu.